# Paldiski
Paldiski (rusky Балтийский Порт, německy Baltischport, původně švédsky Rågervik), je město a významný přístav ležící na poloostrově Pakri v severozápadním Estonsku. Administrativně patří k městu i ostrovy Suur-Pakri a Väike-Pakri. Od roku 2017 je součástí samosprávné obce Lääne-Harju.

## Dějiny
Původní osada na místě dnešního Paldiski byla založena Švédy a nesla jméno Rågervik. Její význam však vzrostl až za ruské nadvlády. Roku 1718 byla na pokyn cara Petra I. Velikého zahájena stavba námořní pevnosti a hlubokého přístavu. Městská práva získalo Paldiski roku 1783 jako Балтийский Порт (Baltijskij Port), resp. v úřední němčině baltských provincií Baltischport. Současné jméno vzniklo poestonštěním ruského názvu a oficiálně se začalo používat od roku 1933.
Rusové se do Paldiski nakrátko vrátili v roce 1939, aby zde vybudovali vojenskou námořní základnu. Svou práci dokončili až po skončení druhé světové války. V roce 1962 se město stalo základnou sovětských jaderných ponorek a přeměnilo se v uzavřené vojenské pásmo. Ruské válečné lodě opustily přístav až v roce 1994, avšak kontrola nad místním jaderným reaktorem byla předána Estonsku až v následujícím roce.

## Současnost
V současnosti je Paldiski důležitým nákladním přístavem. Pravidelně odtud vyplouvá trajekt do švédského Kapellskäru, trajektové spojení je i s finským Hanko a německým Lübeckem. Na území města se nachází i Pakrijský větrný park (Pakri tuulepark), větrná elektrárna, jejíž výkon 56 GWh odpovídá 1 % celoestonské spotřeby, což s velkou rezervou pokrývá i všechnu spotřebu samotného města. S poukazem na tuto skutečnost se Paldiski prezentuje jako „město zelené energie“ (rohelise energia linn).

## Galerie

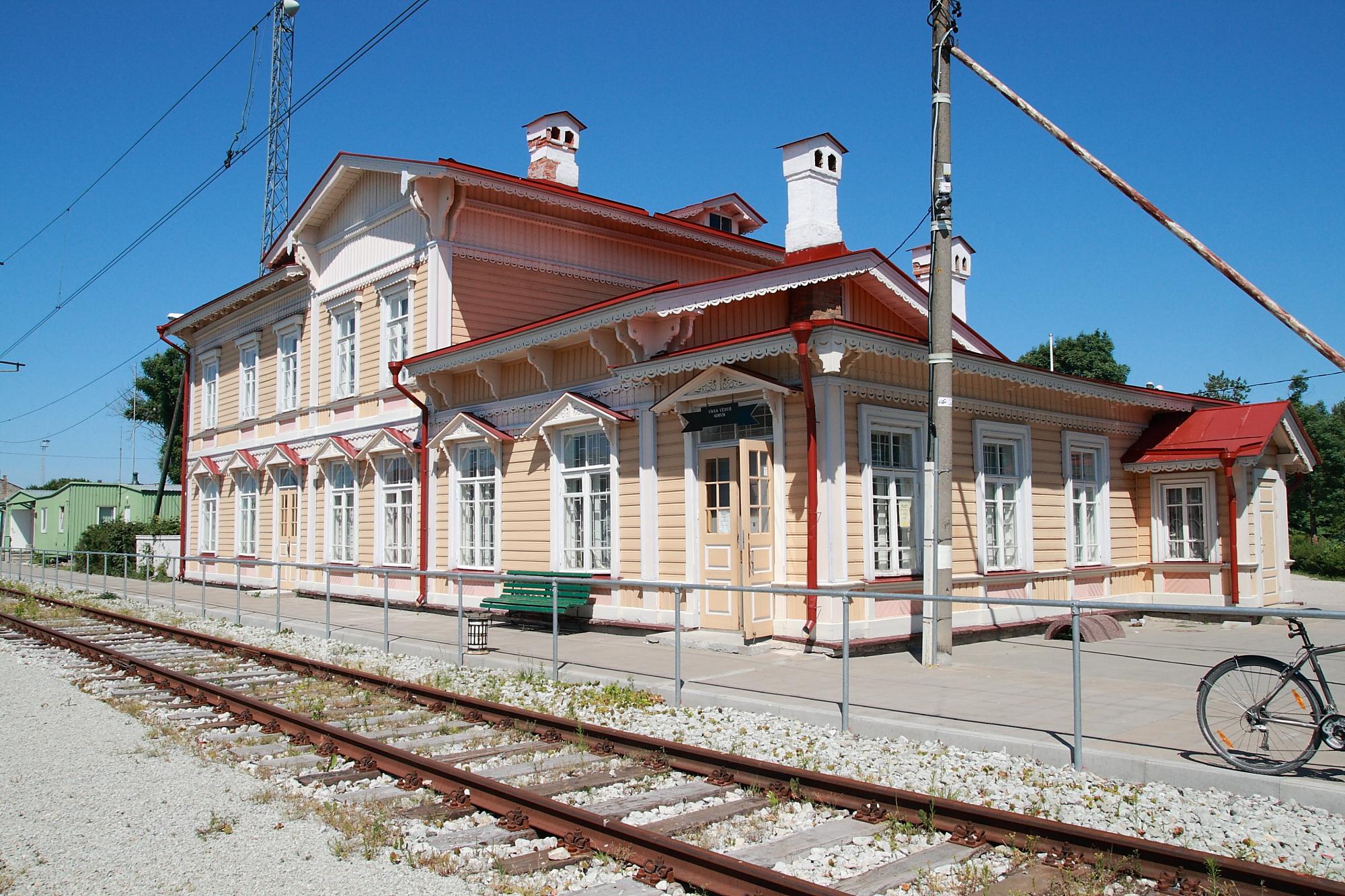
Staré nádraží v Paldiski (2011)
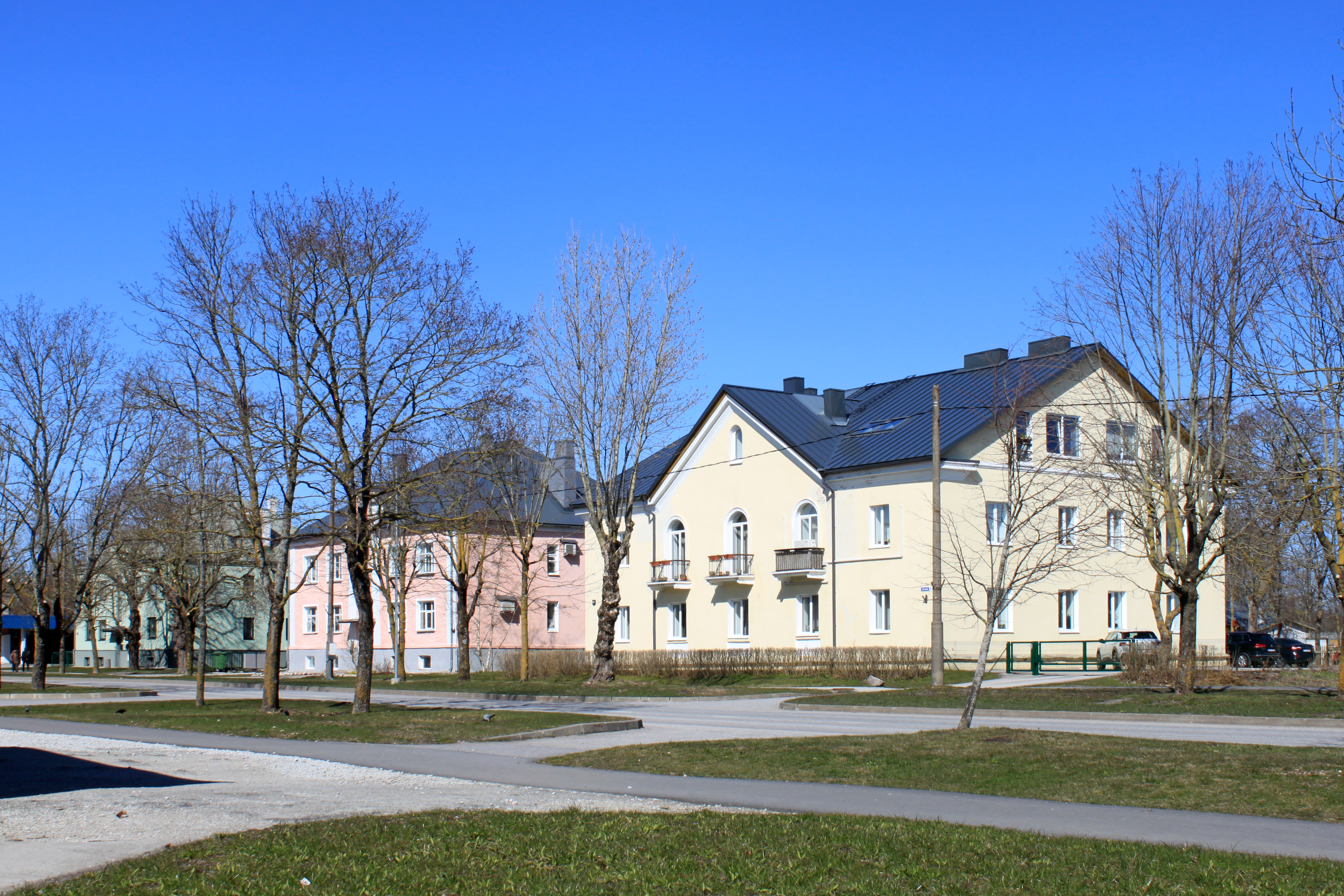
Místní zástavba
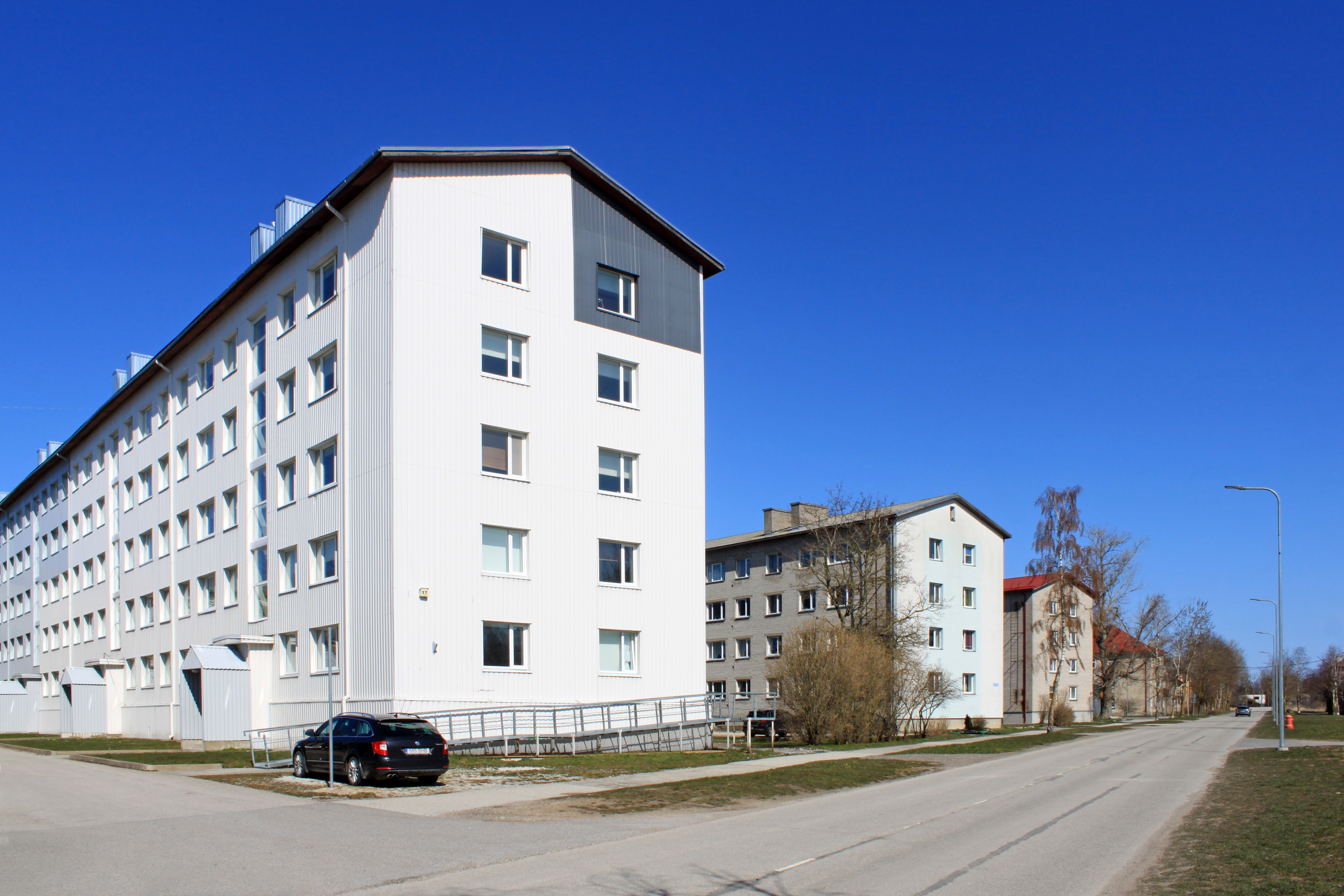
Postupně opravovaná sídliště ze sovětské éry
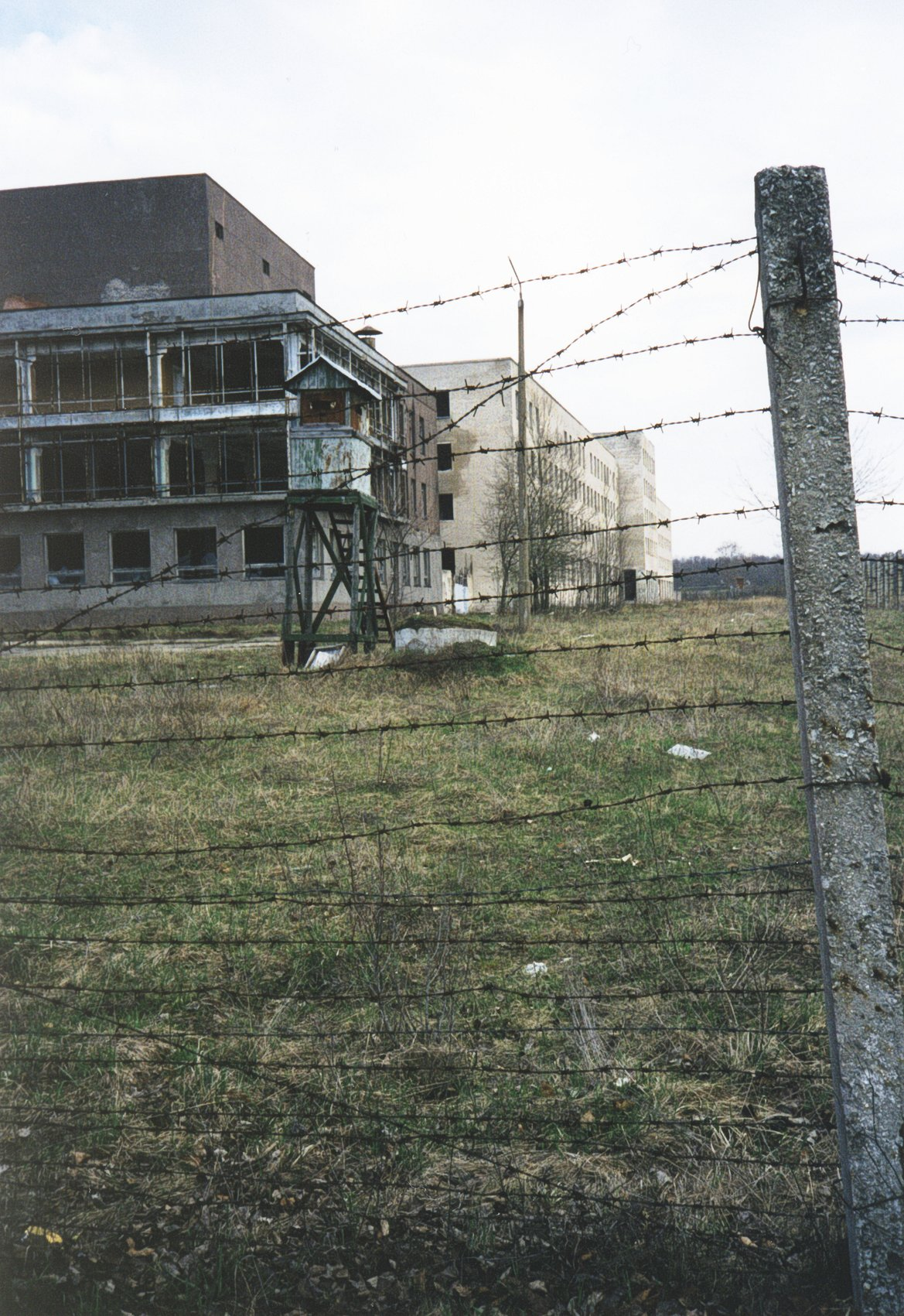
Opuštěné sovětské vojenské objekty v Paldiski (1999)